# Gran principe di Toscana
Il gran principe di Toscana era l'erede al trono del Granducato di Toscana.

## Gran Principi di Toscana

### Medici
| Ritratto | Nome                    | Padre                    | Nascita        | Diventò principe                                | Cessò di essere principe          | Morte            | Consorte/i                                 | Matrimonio        |
| -------- | ----------------------- | ------------------------ | -------------- | ----------------------------------------------- | --------------------------------- | ---------------- | ------------------------------------------ | ----------------- |
|          | Francesco de' Medici    | Cosimo I de' Medici      | 25 marzo 1541  | 21 agosto 1569 la Toscana diventò un granducato | 21 aprile 1574 diventò granduca   | 17 ottobre 1587  | Giovanna d'Asburgo                         | 18 dicembre 1565  |
|          | Filippo de' Medici      | Francesco I de' Medici   | 20 maggio 1577 | 20 maggio 1577                                  | 29 marzo 1582                     | 29 marzo 1582    | mai sposato                                | mai sposato       |
|          | Cosimo de' Medici       | Ferdinando I de' Medici  | 12 maggio 1590 | 12 maggio 1590                                  | 17 febbraio 1609 diventò granduca | 28 febbraio 1621 | Maria Maddalena d'Asburgo                  | 19 ottobre 1608   |
|          | Ferdinando de' Medici   | Cosimo II de' Medici     | 14 luglio 1610 | 14 luglio 1610                                  | 28 febbraio 1621 diventò granduca | 23 maggio 1670   | Vittoria della Rovere                      | 26 settembre 1633 |
|          | Cosimo de' Medici       | Ferdinando II de' Medici | 14 agosto 1642 | 14 agosto 1642                                  | 23 maggio 1670 diventò granduca   | 31 ottobre 1723  | Margherita Luisa d'Orléans                 | 12 giugno 1661    |
|          | Ferdinando de' Medici   | Cosimo III de' Medici    | 9 agosto 1663  | 23 maggio 1670                                  | 31 ottobre 1713                   | 31 ottobre 1713  | Violante Beatrice di Baviera               | 9 gennaio 1689    |
|          | Gian Gastone de' Medici | Cosimo III de' Medici    | 24 maggio 1670 | 30 ottobre 1713                                 | 31 ottobre 1723 diventò granduca  | 9 luglio 1737    | Anna Maria Francesca di Sassonia-Lauenburg | 2 luglio 1697     |